# Maya Lin
Maya Ying Lin (Athens (Ohio), 5 oktober 1959) is een Amerikaanse architecte, beeldhouwster en land art-kunstenares.

## Leven en werk
Lin is een dochter van de in 1949 naar de Verenigde Staten geëmigreerde Chinese keramist en latere deken van het Ohio University College of Arts Henry Huan Lin en Julia Chang Lin, hoogleraar literatuur aan de Ohio University. Zij groeide op in Ohio en studeerde architectuur aan de Yale-universiteit. Zij behaalde haar BA in 1981 en haar MA in 1986. In 1987 promoveerde zij als beeldend kunstenaar.
In 1981 werd Lin, toen een 21-jarige student, gekozen om het Vietnam Veterans Memorial in Washington te ontwerpen. Ze won een landelijke competitie met meer dan 1400 inzendingen.
Zij was in 1994 het onderwerp van de prijswinnende documentaire "Maya Lin: A Strong Clear Vision" van Frieda Lee Mock. De film won de Academy Award voor Beste Documentaire.
Lin werd in 2005 lid van de American Academy of Arts and Letters. In 2009 kreeg ze uit handen van de Amerikaanse president Barack Obama de National Medal of Arts, en in 2016 de Presidential Medal of Freedom.

## Lijst van werken

### Memorials
- Vietnam Veterans Memorial (1981/82) in Washington
- Civil Rights Memorial (1988/89) in Montgomery (Alabama)
- The Women's Table (1990/93), Sterling Memorial Library van de Yale-universiteit in New Haven (Connecticut)
- Confluence Project (2000/2012)[9], Columbia River en Snake River in de staten Washington en Oregon - lopend project

### Architectuurprojecten
- Private Duplex Apartment (1996/'98), New York
- Asian/Pacific/American Studies Institute (1997)
- Langston Hughes Library (1999) in Clinton (Tennessee)
- Sculpture Center (2002)
- Rigge-Lynch Chapel (2004)
- Manhattanvile Sanctuary & Environmental Learning Lab (2006)
- The Box House (2006)
- Museum of Chinese in America (MOCA) (2007/09), 215 Centre Street in Chinatown, New York

### Land art
- Aligning Reeds (1985) in New Haven (Connecticut)
- Topo (1989/91)], Charlotte Sports Coliseum in Charlotte (North Carolina)
- Eclipsed Time (1989/95), Pennsylvania Station, New York
- Groundswell (1992/93), Wexner Center for the Arts in Columbus (Ohio)
- The Wave Field (1993/95), University of Michigan in Ann Arbor (Michigan)
- 10 Degrees North (1993/96), Rockefeller Foundation Headquarters in New York
- A Shift in the Stream (1995/97), Principal Financial Group Headquarters in Des Moines (Iowa)
- Reading a Garden (1996/98), Cleveland Public Library in Cleveland (Ohio)
- The Peace Chapel (1998)], Juniata College in Huntingdon (Pennsylvania)
- Time table (2000), Stanford University in Stanford (Californië)
- The character of a hill, under glass (2000/01), American Express Client Services Center in Minneapolis (Minnesota)
- Ecliptic (2001) in Grand Rapids (Michigan)
- Input (2004), Ohio University Bicentennial Park
- 11 Minute Line (2004), Beeldenpark Slott Vanås in Skåne (Zweden)
- Flutter (2005)
- Garden of Perception (2005)
- Above and Below (2007), Indianapolis Museum of Art in Indianapolis (Indiana)
- Where the Land Meets the Sea (2008)
- Wavefield (2009), Storm King Art Center in Mountainville (New York)

## Fotogalerij

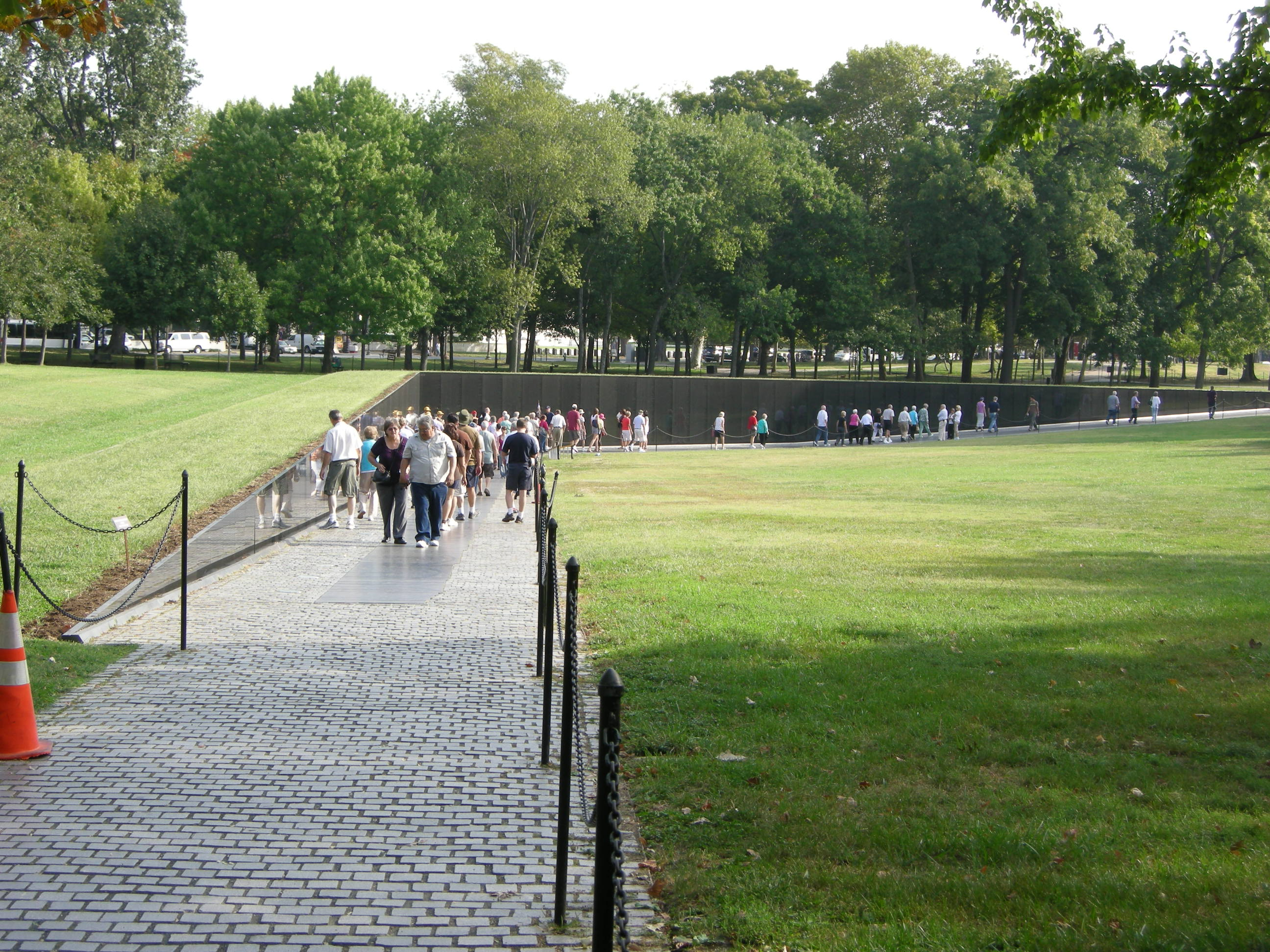
Vietnam Veterans Memorial, Washington
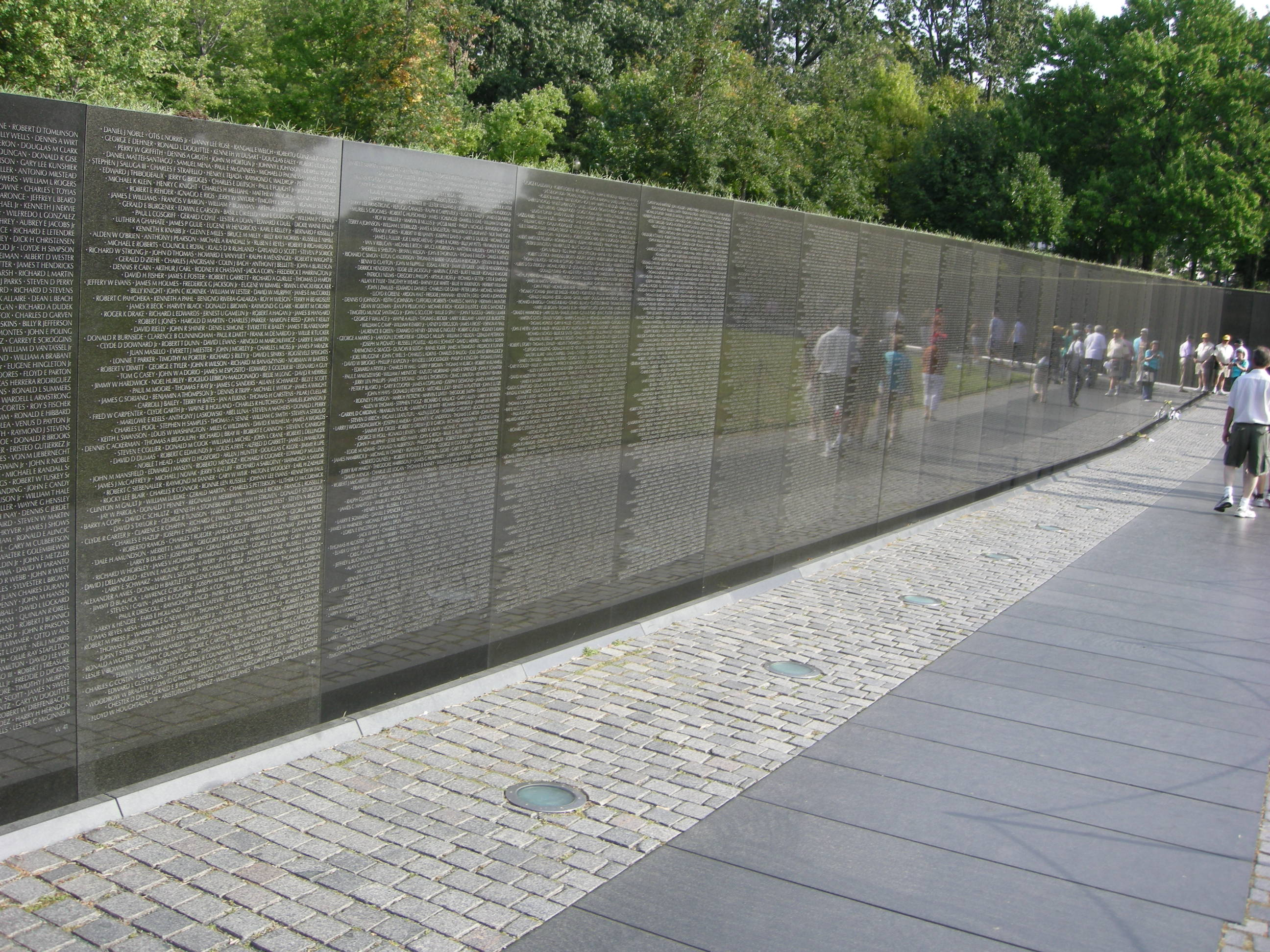
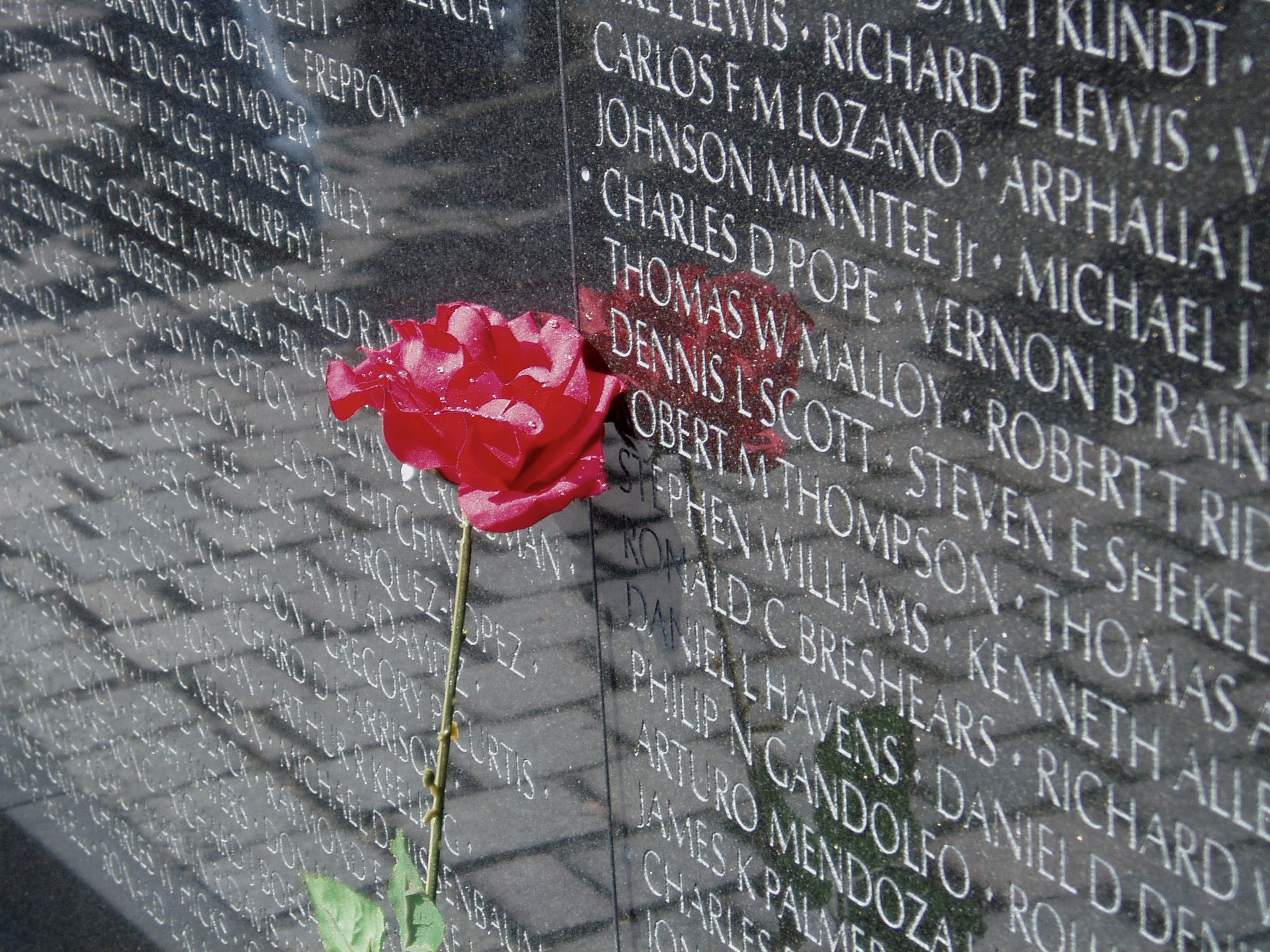
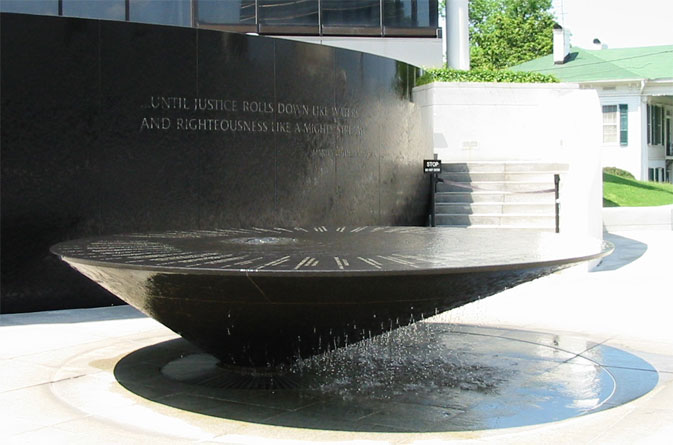
Civil Rights Memorial, Montgomery
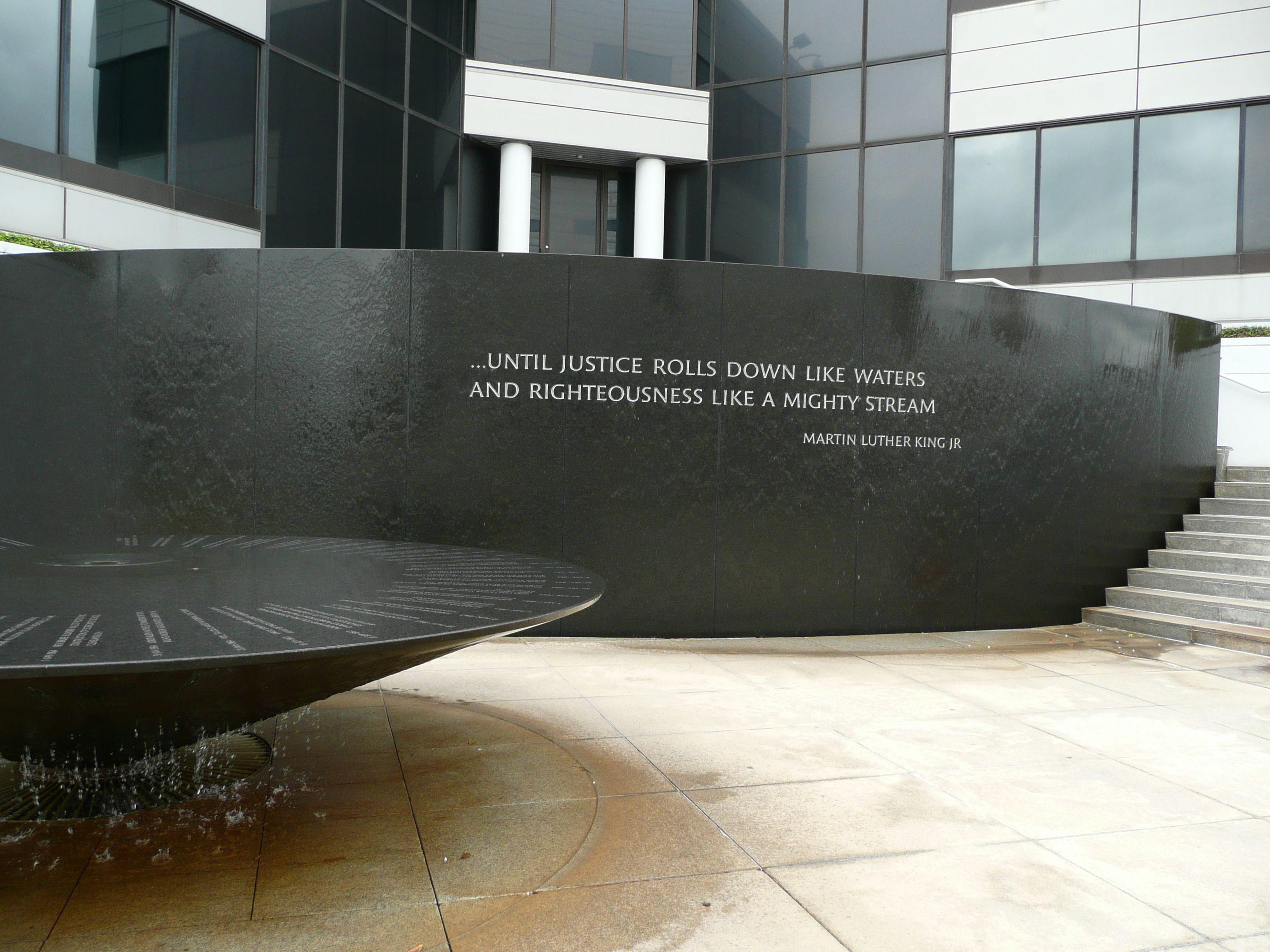
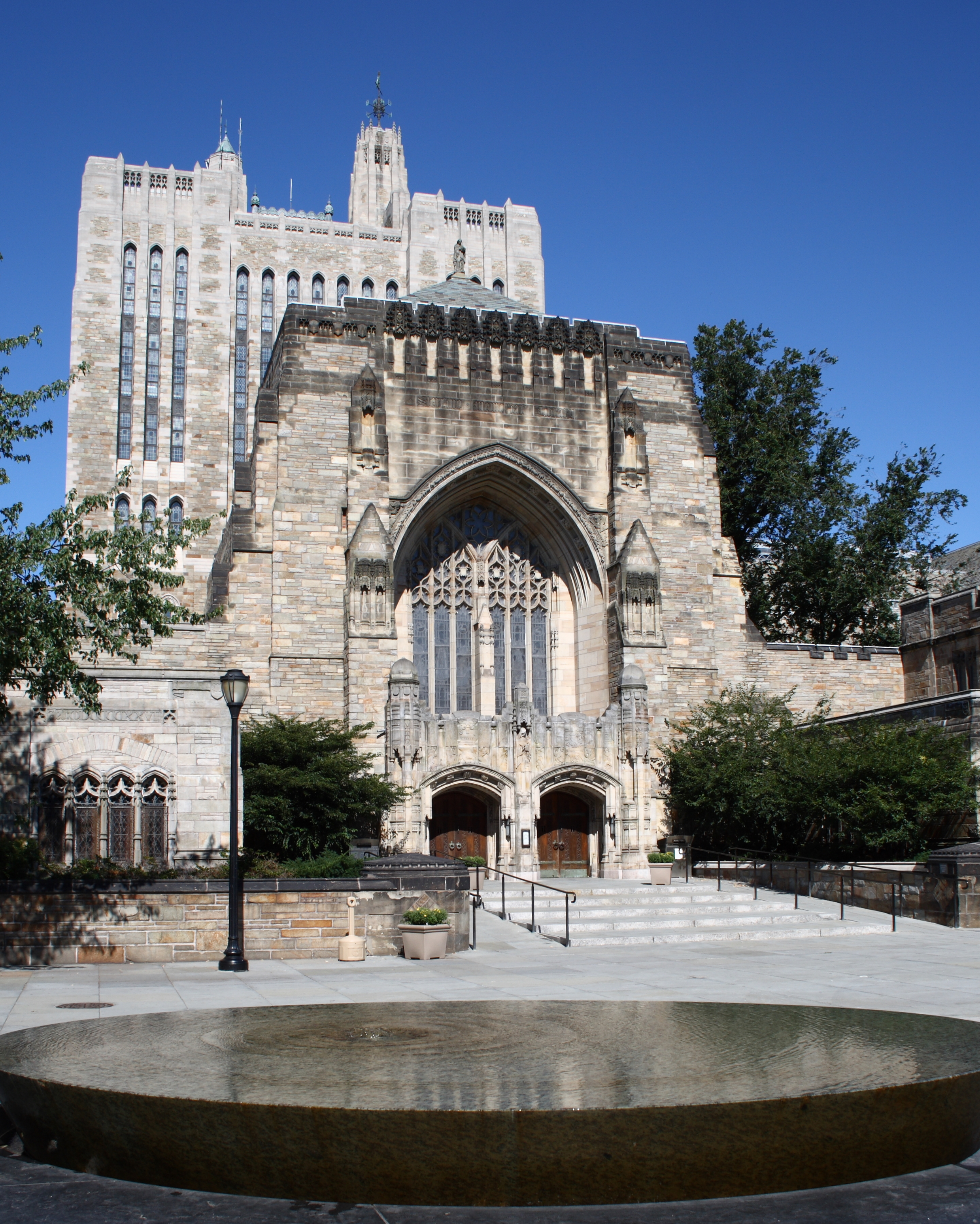
The Women's Table, New Haven
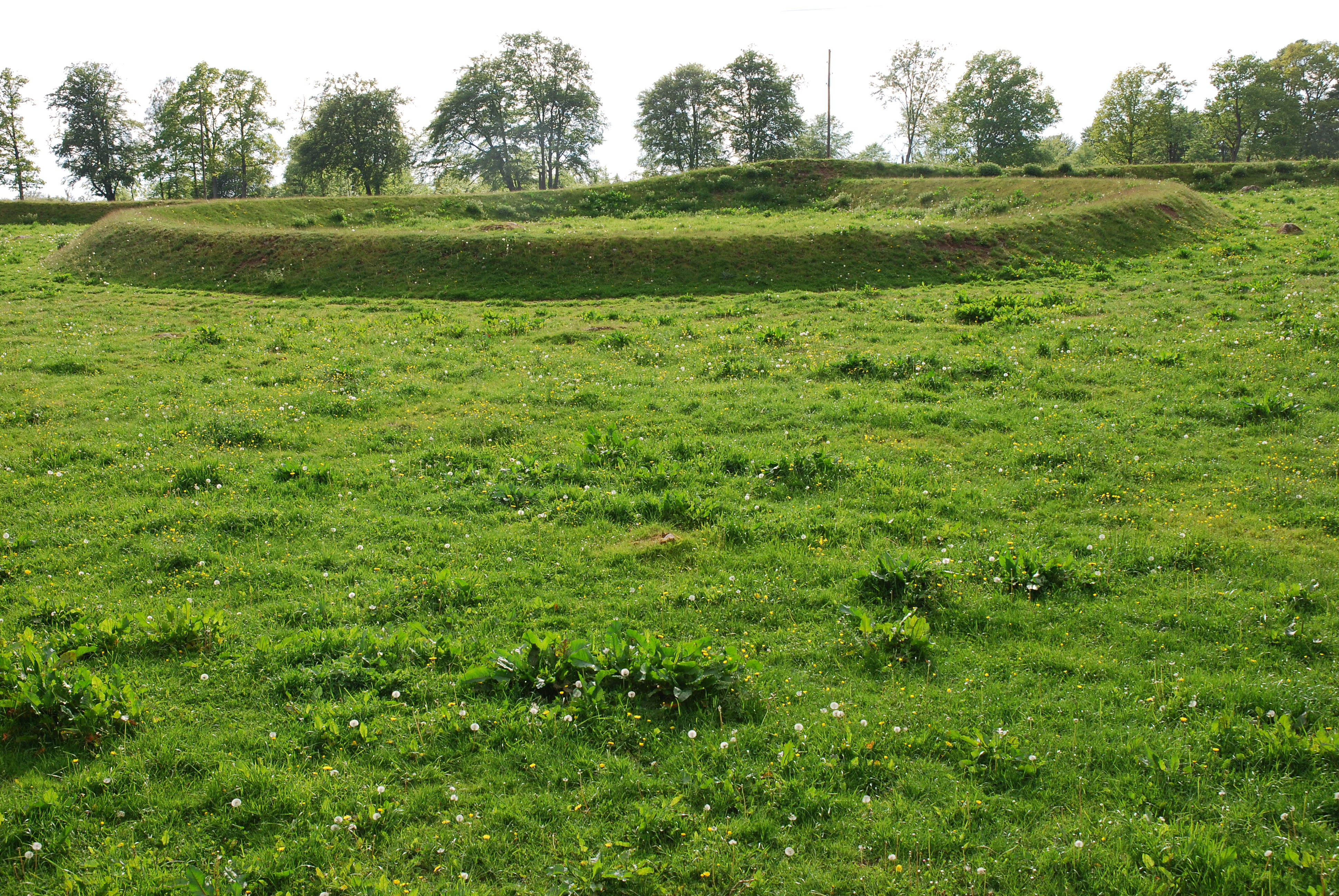
11 Minute Line, Beeldenpark Slott Vanås
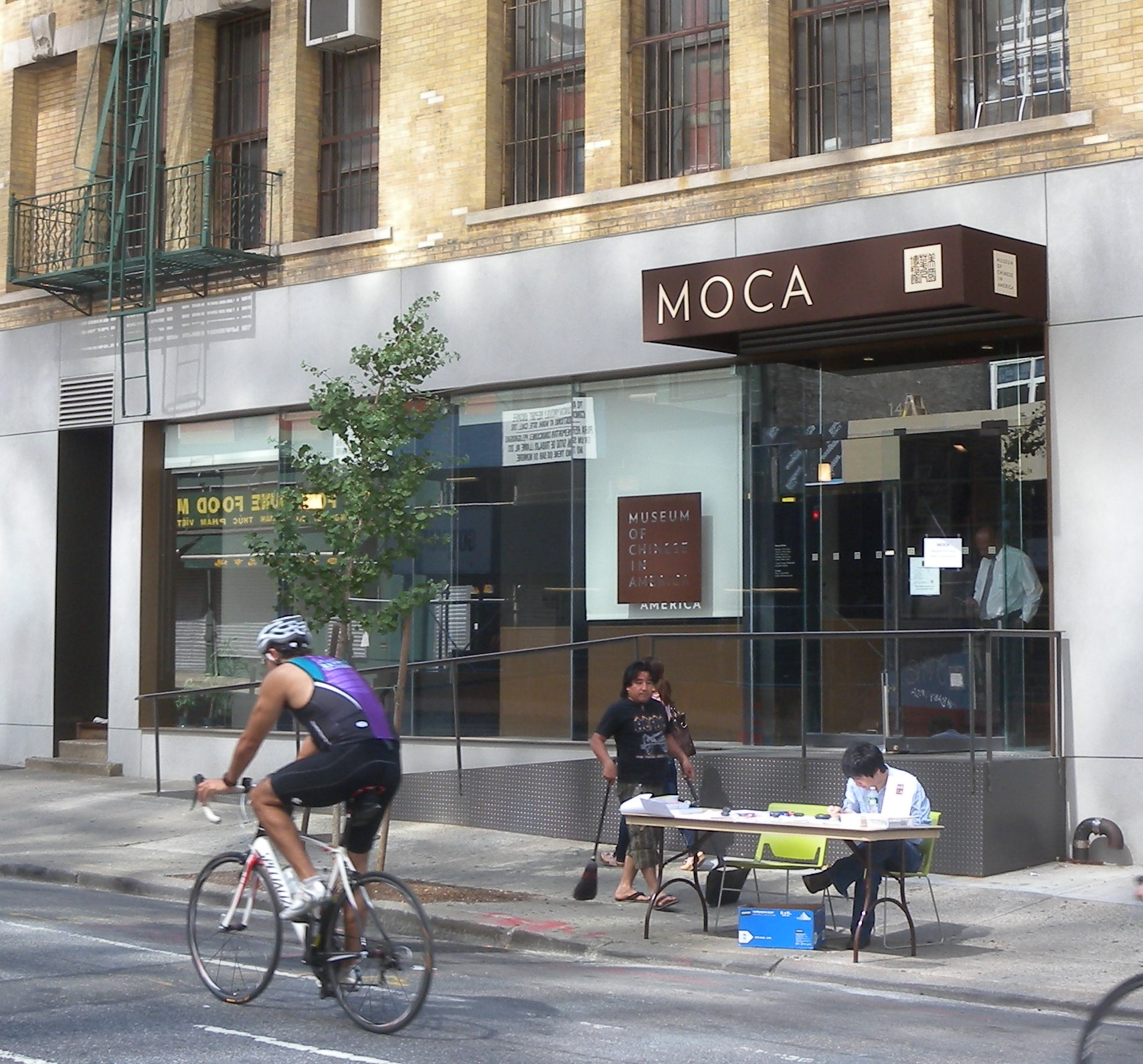
Museum of Chinese in America, New York